# Pierre Brixhe
Pierre Brixhe (28 januari 1998) is een Belgisch handballer.

## Levensloop
Brixhe speelt bij HC Visé BM, waarmee hij onder meer in seizoen 2022-'23 deelnam aan de European Cup.
Tevens is hij als international actief bij het Belgisch handbalteam. Hij werd onder meer geselecteerd voor het wereldkampioenschap van 2023.